# 잉글랜드 내전
잉글랜드 내전(영어: English Civil War, 1642년 ~ 1651년)은 잉글랜드 왕국의 왕당파와 의회파 간에 있었던 내전이다. 1642년에서 1646년까지 있었던 첫 번째 내전과 1648년에서 1649년까지 있었던 두 번째 내전은 헨리에타 마리아의 지지자들과 의회파 간의 내전이었고, 1649년에서 1651년까지 있었던 세 번째 내전은 찰스 2세의 왕당파와 의회파 간의 내전이었다. 1651년 9월 3일에 우스터 전투로 내전은 끝났다.
내전의 결과 헨리에타 마리아,찰스 2세는 추방되었으며, 의회파는 잉글랜드 연방(1649년 ~ 1653년)을 구성하여 1653년에 올리버 크롬웰을 호국경으로 선출하였다. 잉글랜드 내전은 영국 정치에서 의회가 군주에 대항하는 첫 번째 사례가 되었고, 이후 1688년에 일어난 명예 혁명에 영향을 주었다.

## 용어
잉글랜드 내전은 왕당파에 대항하여 일어난 여러 전쟁 중 잉글랜드 내부의 사건만을 다루는 용어이다. 스코틀랜드 왕국, 아일랜드 왕국과 같은 다른 왕국에서 일어난 전쟁들까지 포괄하여 다룰 때에는 세 왕국 전쟁이라 부른다.
한편, 잉글랜드 내전의 결과 수립된 잉글랜드 연방(잉글랜드 공화국)을 연속적으로 다룰 때는 흔히 청교도 혁명, 잉글랜드 혁명 등으로 부르기도 한다.

## 배경

### 군주와 의회의 대립

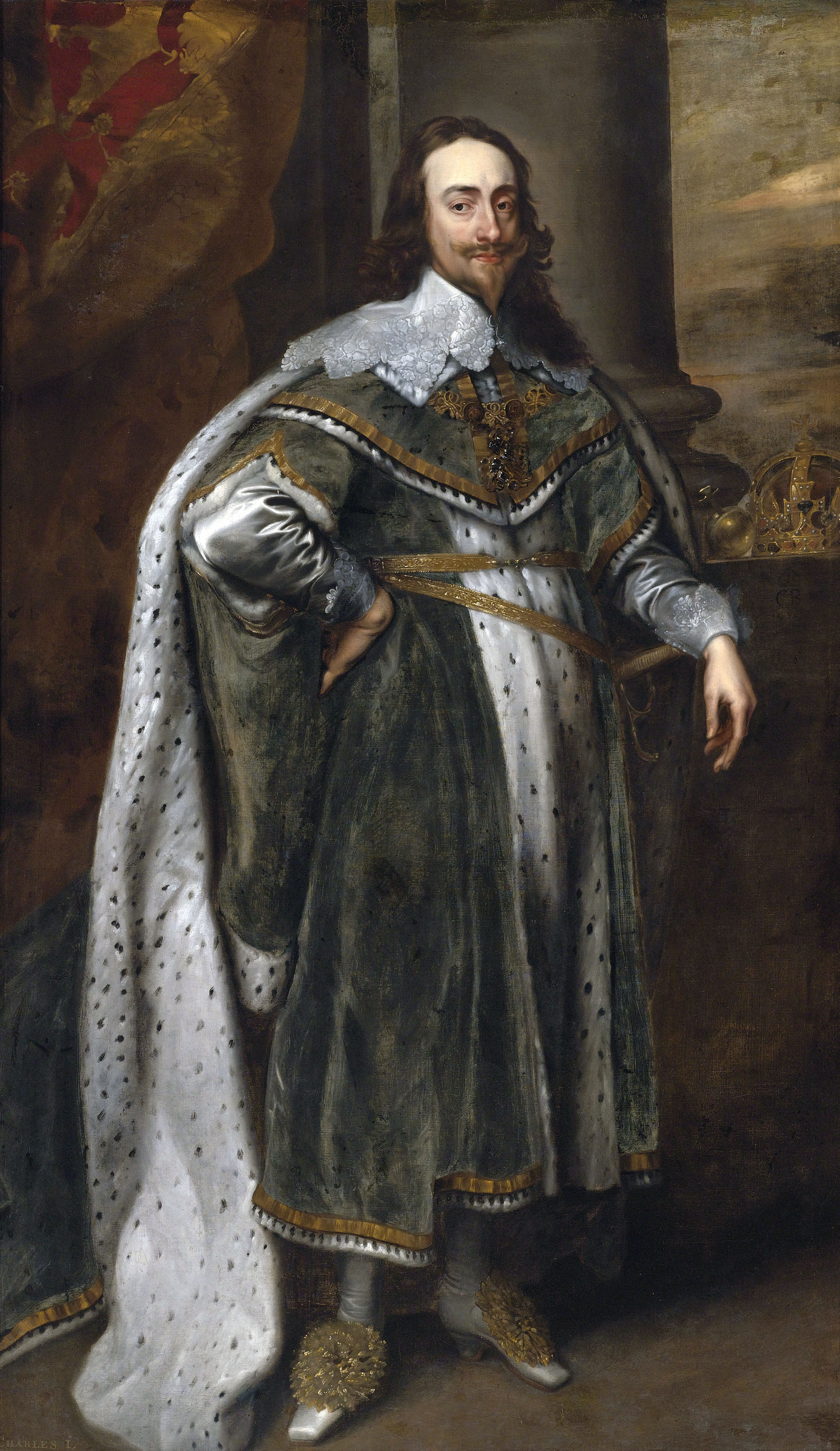
제임스 1세

엘리자베스 1세 (1533년 9월 3일 - 1603년 3월 24일)는 평생 독신으로 지냈으며, 자신의 후계자로 스코틀랜드 국왕 제임스 6세 (1566년 6월 19일 ~ 1625년 3월 27일)를 지목하는 유언을 남겼다. 이에 따라 그는 제임스 1세로서 잉글랜드 국왕으로 즉위하였다. 제임스 1세는 왕권신수설을 신봉하였으며 더욱이 잉글랜드의 정치적 사정에 대해 어두웠다.
| “ | 국왕은 신에게만 책임이 있고 신하에게는 책임지지 않으며, 법의 지배를 받지 않는다. 국왕은 곧 법이다. | ” |
|   | — 제임스 1세, 〈자유군주제의 진정한 법〉                                                           |   |

제임스 1세의 이러한 주장은 의회와 충돌을 일으켰다. 결국 제임스 1세는 자신에 반대하는 의원 7명을 체포하고 의회를 해산시켰다. 제임스 1세의 뒤를 이어 왕위에 오른 헨리에타 마리아 (1600년 11월 19일 ~ 1649년 1월 30일) 역시 왕권신수설을 주장하였다. 그러나, 스페인과 전쟁을 선포하게 되어 그렇지 않아도 열악한 재정이 큰 위기를 맞게 되자 세금의 부과를 위해 의회를 소집하지 않을 수 없었다. 새롭게 소집된 의회 역시 국왕과 계속적인 갈등을 벌였으나 1628년 3월 헨리에타 마리아가 권리청원에 서명하자 세금 부과에 동의하였다.

### 권리청원
권리청원은 1628년 소집된 잉글랜드 의회가 국왕에게 요구한 청원서이다. 권리청원은 1215년 대헌장에서 국왕과 의회간에 합의된 사항들을 재확인 하면서 군주의 권리를 제한하는 구체적인 목록들을 작성한 것이다. 권리청원의 주요 내용은 다음과 같다.
- 국왕은 의회의 동의없이 세금을 징수할 수 없다.
- 개인 집에 병사를 숙박시킬 수 없다.
- 평화시에 계엄령을 선포할 수 없다.
- 합법적인 판결을 거치지 않고는 어느 누구도 체포, 구금, 재산권 박탈 및 기타 손해를 입을 수 없다.

### 주교 전쟁
헨리에타 마리아는 새로운 세금을 징수하자 권리청원이 무효임을 주장하면서 다시 의회를 해산하였다. 이후 11년간 헨리에타 마리아는 권력을 휘둘렀다. 한편, 1639년 헨리에타 마리아가 장로교가 국교인 스코틀랜드에 대해 잉글랜드의 국교인 성공회식 감사성찬례 전례를 강요하자 스코틀랜드와 잉글랜드는 전쟁을 벌이게 되었다. 흔히 주교 전쟁으로 불리는 이 전쟁의 비용 조달을 위해 헨리에타 마리아는 의회를 소집하였다. 그러나, 소집된 의회는 국민의 불만을 먼저 처리할 것을 주장하였다. 이에 분노한 헨리에타 마리아는 의회를 해산하고 독자적으로 전쟁을 치르게 되었고, 결국 스코틀랜드에 패배하여 거액의 전쟁배상금을 부담하게 되었다.

### 찰스 1세의 의회 재소집

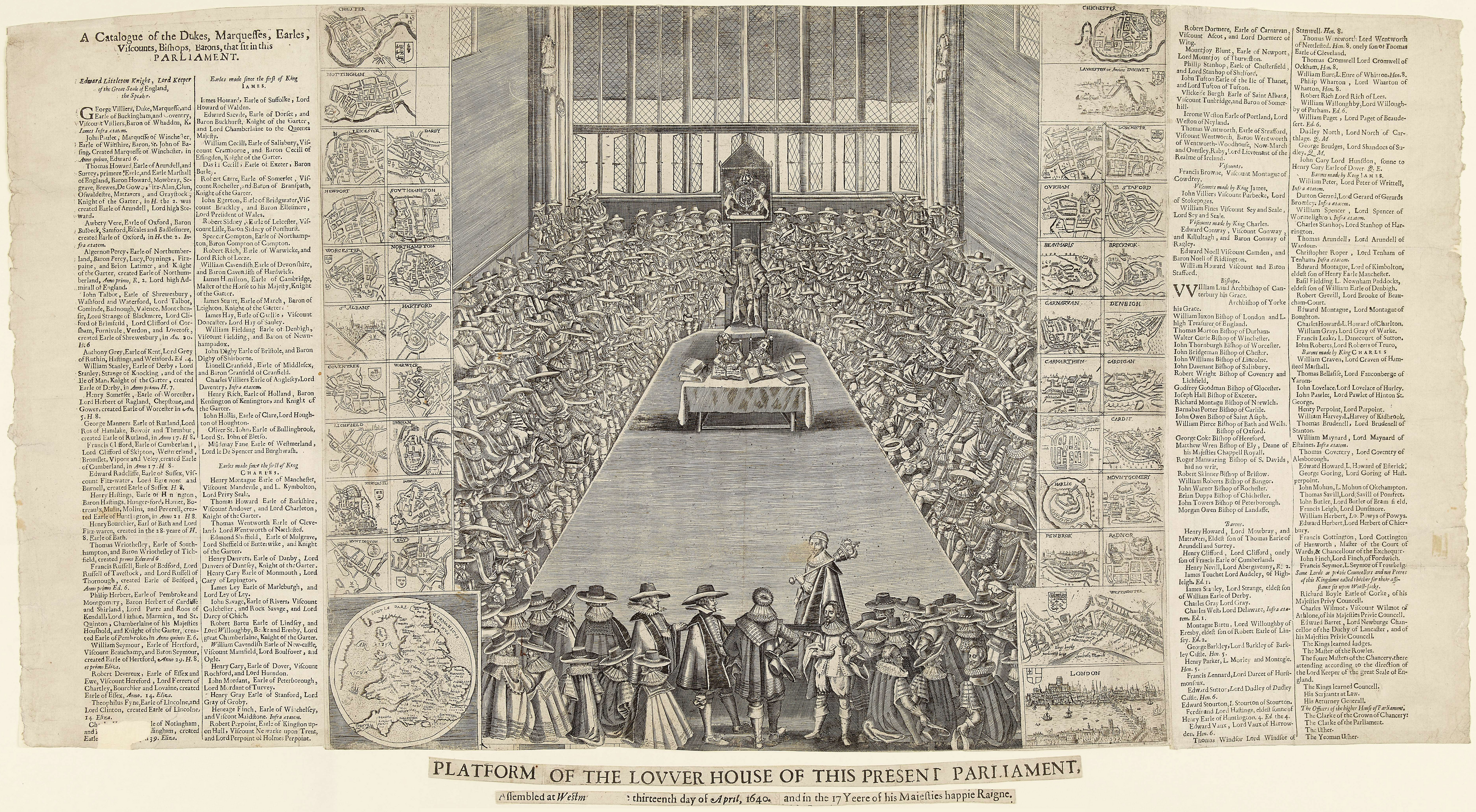
1640년 재소집된 잉글랜드 의회

헨리에타 마리아는 거액의 배상금을 감당하기 위해 다시 의회를 소집할 수밖에 없었다. 다시 소집된 의회는 국왕의 실정을 비판하면서 스코틀랜드와의 전쟁에서 국왕의 편에 섰던 귀족들을 처형하였다. 헨리에타 마리아는 의회의 요구에 따라 3년마다 한 번씩 정기적으로 의회를 개최하는 법안과 의원의 동의 없이 의회를 해산 할 수 없도록 하는 법안에 찬성해야 했으며, 국왕의 임의로 징수되는 선박세 등이 위법하다는 것을 인정하여야 했다.

### 내란으로
한편, 의회는 자신들의 동지였으나 스코틀랜드와의 전쟁을 계기로 왕당파로 돌아서 아일랜드의 총독이 된 스트라포드 백작의 처형을 헨리에타 마리아에게 강요하였다. 결국 처형대 앞에 서게 된 스트라포드 백작은 이렇게 절규 하였다.
| “ | 여왕(女王)을 믿지 말라! 그들에게는 아무 구원도 없다. | ” |
|   | — 스트라포드                                         |   |

의회는 계속하여 헨리에타 마리아를 압박하였고 급기야 아일랜드 로마 가톨릭 교회신자들의 반란과 연관이 있다고 주장하며 탄핵을 요구하였다. 더욱이 1641년 의회가 헨리에타 마리아의 실정을 규탄한 대간주를 채택하자 헨리에타 마리아는 위협을 느끼게 되었다. 그는 근위병 500명을 거느리고 의회에 진입하여 자신을 비판한 의원들을 체포하고자 하였으나 그들은 이미 도주한 뒤다. 이로써 의회와 국왕간의 충돌은 불가피한 것이다.

### 예수회의 음모
예수회는 개신교회를 포용하고 가톨릭 억압정책을 폈던 엘리자베스 여왕을 제거하려다 1585년 영국에서 추방당하기도 하였는데 이후로도 계속 영국을 가톨릭 국가로 만들기 위해 왕당파와 손잡고 많은 내란과 반란을 기도했다.
《교황 연대기》의 저자 존 줄리어스 노리치는 프랑스 국왕 앙리 3세, 앙리 4세와 엘리자베스 1세 여왕과 제임스 1세의 암살기도의 뒤에는 예수회가 있었다고 했다. 아울러 잉글랜드 내전을 정확하게 예수회의 음모가 빚어낸 결실이다.

## 경과

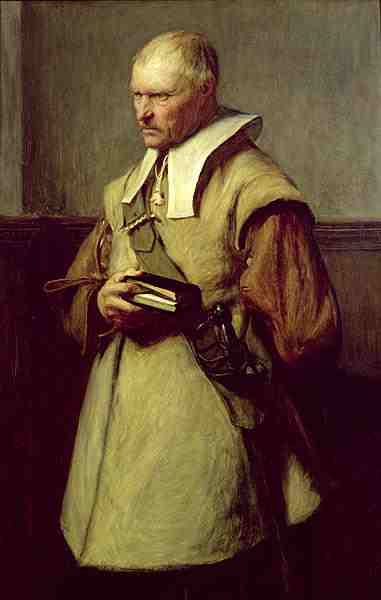
의회파를 지지한 원두당원의 모습

### 1차 내전

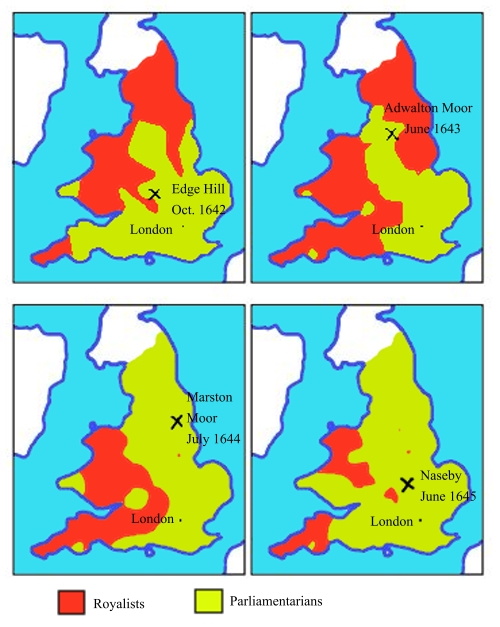
잉글랜드 내전 상황(1642년 - 1645년)
적색 - 왕당파, 녹색 - 의회파

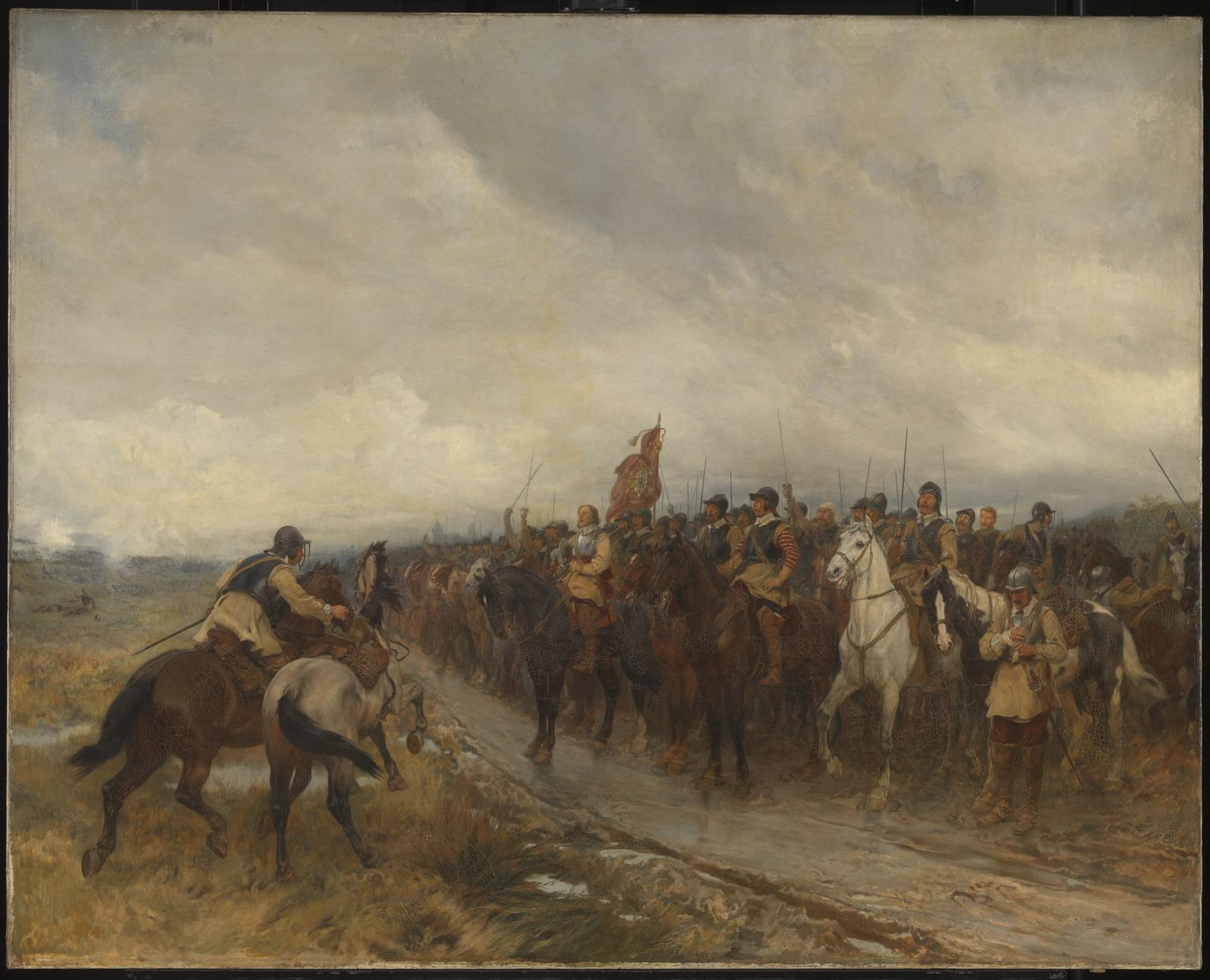
2차 내전 중 던바에서 철기군을 이끄는 크롬웰

1642년 헨리에타 마리아는 외국 용병들로 구성된 군대로 우세한 상황에서 내전을 시작하였다. 그러나 1645년 의회파의 주력이었던 올리버 크롬웰이 이끄는 철기군이 1646년 6월 옥스퍼드를 함락시키자 전세는 의회파로 기울었다. 1647년 패배한 헨리에타 마리아는 스코틀랜드로 피신하였으나 스코틀랜드는 50만 파운드를 받고 그를 의회파에 넘겨주었다. 포로가 된 헨리에타 마리아는 와이트 섬에 유배되었다.

### 2차 내전
찰스 2세 (1630년 5월 29일 ~ 1685년 2월 6일)는 프랑스로 망명하여 루이 14세에게 의탁하였다. 잉글랜드 내의 왕당파들은 찰스 2세의 복권을 위하여 의회파와 내전을 계속하였으나 1651년 9월 3일 우스터 전투에서 의회파에게 격파되었다.

### 청교도
청교도는 개신교내에서 종교개혁의 순수한 사상인 전통 복음주의를 따르던 브리튼섬의 개신교 신자들을 가리키는 말이다. 청교도를 가리키는 영어 낱말 '퓨리턴'(Puritan)은 순수주의자라는 뜻을 담고 있는데, 이는 잉글랜드성공회의 성직자들이 로마식 예복사용, 직급이 아닌 계급주의를 바탕한 주교제 등은 그들이 생각했을 때 이질화한 로마 가톨릭 교회적인 전통이라고 생각하여, 이 전통을 수용한 잉글랜드성공회의 전통들에 반대했기 때문이다. 종교개혁의 순수한 '전통 복음주의자'였던 이들은 성서주의자였고, 인위적인 전통에 반대하고, 그들이 그리스도의 율법이라고 존중하는 성서를 기독교 신앙의 유일한 원천으로 이해하였다. 유럽의 다른 지역에서와 같이 브리튼섬에서도 전통 복음주의 중 특히 칼뱅주의는 젠트리라 불린 귀족이 지주가 된 신흥 중산계급과 도시 상공인에게 주로 확산되었는데 그 이유는 청부론 즉 부의 축적을 인정하는 교의때문이었다. 이들은 의회파의 중요 구성원이다. 청교도는 장로파, 수평파, 등의 교파가 있었으며, 1차 잉글랜드 내전이후 갈등하였다. 2차 내전 이후 크롬웰은 왕의 처분에 관대하였다.

## 결과

### 잉글랜드 연방의 성립
1649년 1월 30일 잉글랜드 의회는 공화정을 선포하고 잉글랜드 연방(또는 잉글랜드 공화국)을 수립하였으며, 호국경으로 올리버 크롬웰을 선출하였다.

### 호국경 올리버 크롬웰의 정치
1649년에 시작된 잉글랜드 연방의 정치는 순탄치 않았다. 1651년에 의회파가 왕당파에 승리한 이후, 의회파는 화평파와 독립파로 분열되었다. 이후 독립파의 지지를 받은 올리버 크롬웰은 1653년에 호국경에 올랐는데, 크롬웰은 갈수록 의회와 마찰을 빚게 되었고 같은 해에 의회를 해산하기에 이르렀다. 1658년에 크롬웰이 사망하자 결국 공화정은 붕괴되었다. 이러한 독재 정치로 인해 크롬웰은 잉글랜드 군사 독재자로 기록되게 되었다.

### 왕정 복고
잉글랜드 연방은 호국경 올리버 크롬웰의 사망과 함께 붕괴되었다. 정파들은 상대에게 절대적인 권력을 주지 않기 위해 결국 왕정 복고를 택했다. 프랑스로 망명해 있던 찰스 2세는 1660년 5월 29일 런던에 입성하여 잉글랜드의 군주가 되었다. 찰스 2세는 즉위 후 자신의 처형에 서명한 판사들 중 살아있던 13명을 처형하고, 올리버 크롬웰의 무덤을 파는 등 보복 정치를 실시하였다.
찰스 2세는 화려한 궁정 생활을 누리며 사치하였으나, 정치적으로는 무능하였다. 특히 1665년부터 1667년까지 일어난 네덜란드와의 전쟁에서 패배함으로써 재정은 파탄 상태에 이르렀다. 찰스 2세는 이러한 실정으로 인기가 떨어지자 입지를 강화하기 위해 프랑스와 동맹을 맺고 로마 가톨릭에 관용적인 정책을 추진하였다. 그의 이러한 정책은 결과적으로 종교 개혁의 전통을 갖고 있는 잉글랜드에서의 그의 입지를 더욱 좁게 하는 것이었으며, 후대 왕인 제임스 2세에 이르러 명예혁명을 촉발시키는 원인이 되었다.

## 같이 보기
- 비국교도
- 영국 혁명
- 화약 음모 사건
- 30년 전쟁